# 500 miles d'Indianapolis 1968

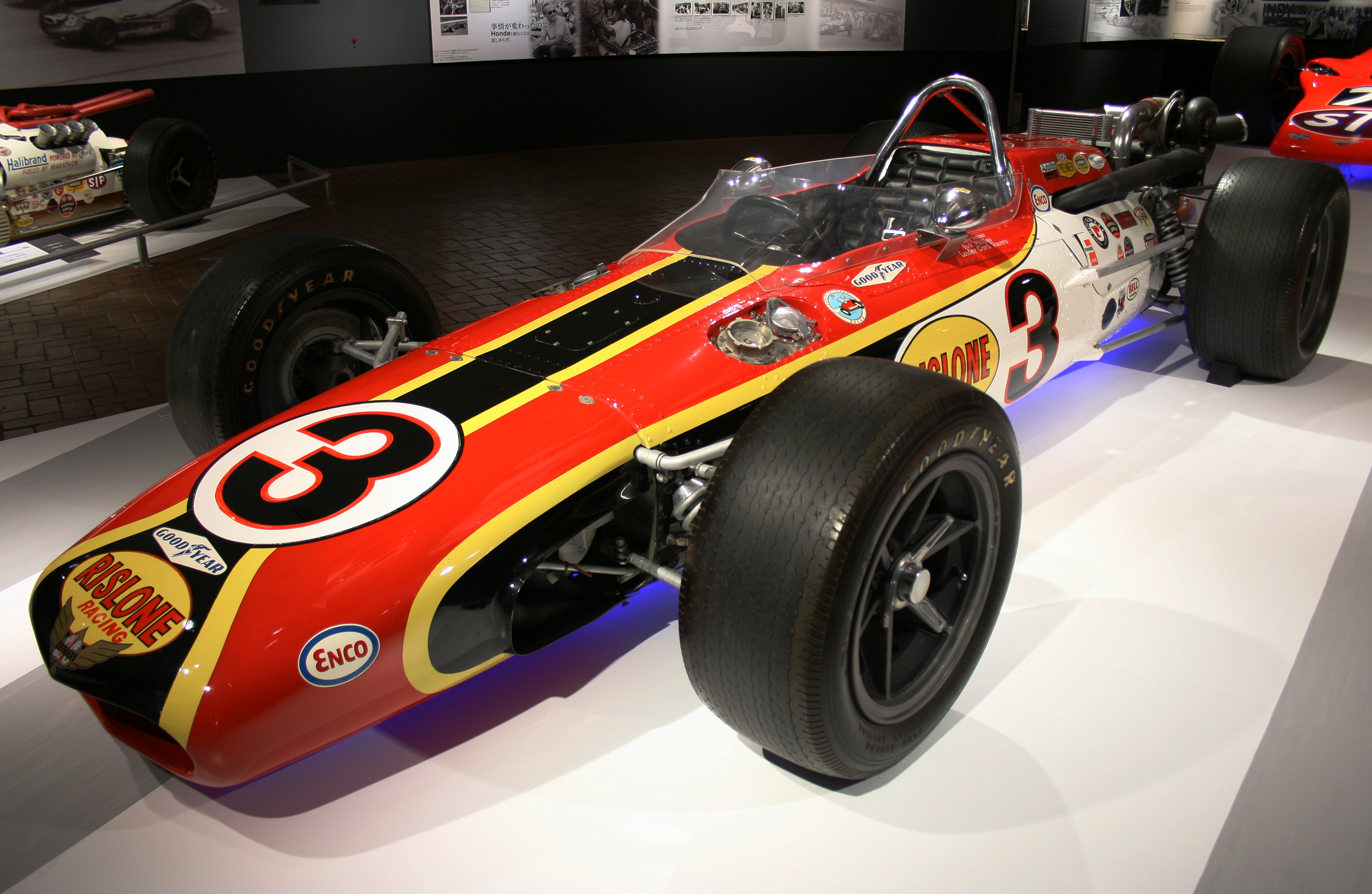
L'Eagle Rislone Special du vainqueur Bobby Unser

Les 500 miles d'Indianapolis 1968, courus sur l'Indianapolis Motor Speedway et organisés le jeudi 30 mai 1968, ont été remportés par le pilote américain Bobby Unser sur une Eagle-Offenhauser.

## Grille de départ
| Ligne | Intérieur         | Milieu           | Extérieur         |
| 1     | Joe Leonard       | Graham Hill      | Bobby Unser       |
| 2     | Mario Andretti    | Lloyd Ruby       | Al Unser          |
| 3     | Roger McCluskey   | A.J. Foyt        | Gordon Johncock   |
| 4     | Dan Gurney        | Art Pollard      | Wally Dallenbach  |
| 5     | Jim McElreath     | Jim Malloy       | Jerry Grant       |
| 6     | Jochen Rindt      | Mel Kenyon       | Bud Tingelstad    |
| 7     | Ronnie Bucknum    | Denny Hulme      | Johnny Rutherford |
| 8     | Gary Bettenhausen | Bill Vukovich II | Bob Veith         |
| 9     | Bobby Grim        | Ronnie Duman     | Mike Mosley       |
| 10    | Carl Williams     | George Snider    | Jim Hurtubise     |
| 11    | Sammy Sessions    | Arnie Knepper    | Larry Dickson     |

La pole a été réalisée par Joe Leonard à la moyenne de 276,097 km/h. Il s'agit également du meilleur temps des qualifications.

## Classement final
| no | Pilote                | Voiture               | Tours | Temps/Abandon    |
| 1  | Bobby Unser           | Eagle-Offenhauser     | 200   |                  |
| 2  | Dan Gurney            | Eagle-Ford            | 200   |                  |
| 3  | Mel Kenyon            | Gerhardt-Offenhauser  | 200   |                  |
| 4  | Denny Hulme           | Eagle-Ford            | 200   |                  |
| 5  | Lloyd Ruby            | Mongoose-Offenhauser  | 200   |                  |
| 6  | Ronnie Duman          | Brabham-Offenhauser   | 200   |                  |
| 7  | Bill Vukovich II (R)  | Shrike-Offenhauser    | 198   |                  |
| 8  | Mike Mosley (R)       | Watson-Offenhauser    | 197   |                  |
| 9  | Sammy Sessions (R)    | Finley-Offenhauser    | 197   |                  |
| 10 | Bobby Grim            | Mongoose-Offenhauser  | 196   |                  |
| 11 | Bob Veith             | Gerhardt-Offenhauser  | 196   |                  |
| 12 | Joe Leonard           | Lotus-Pratt & Whitney | 191   | alimentation     |
| 13 | Art Pollard           | Lotus-Pratt & Whitney | 188   | alimentation     |
| 14 | Jim McElreath         | Coyote-Ford           | 179   | callage          |
| 15 | Carl Williams         | Coyote-Ford           | 163   | accident         |
| 16 | Bud Tingelstad        | Gerhardt-Ford         | 158   | pression d'huile |
| 17 | Wally Dallenbach      | Finley-Offenhauser    | 148   | moteur           |
| 18 | Johnny Rutherford     | Eagle-Ford            | 125   | accident         |
| 19 | Graham Hill           | Lotus-Pratt & Whitney | 110   | accident         |
| 20 | A. J. Foyt            | Coyote-Ford           | 86    | mécanique        |
| 21 | Ronnie Bucknum (R)    | Eagle-Ford            | 76    | fuite d'essence  |
| 22 | Jim Malloy (R)        | Vollstedt-Ford        | 64    | mécanique        |
| 23 | Jerry Grant           | Eagle-Ford            | 50    | fuite d'huile    |
| 24 | Gary Bettenhausen (R) | Gerhardt-Offenhauser  | 43    | accident         |
| 25 | Arnie Knepper         | Vollstedt-Ford        | 42    | accident         |
| 26 | Al Unser              | Lola-Ford             | 40    | accident         |
| 27 | Gordon Johncock       | Gerhardt-Offenhauser  | 37    | mécanique        |
| 28 | Larry Dickson         | Hawk II-Ford          | 24    | moteur           |
| 29 | Roger McCluskey       | Eagle-Offenhauser     | 16    | filtre à huile   |
| 30 | Jim Hurtubise         | Mallard-Offenhauser   | 9     | moteur           |
| 31 | George Snider         | Mongoose-Ford         | 9     | fuite d'huile    |
| 32 | Jochen Rindt          | Brabham-Repco         | 5     | moteur           |
| 33 | Mario Andretti        | Hawk III-Ford         | 2     | moteur           |

Un (R) indique que le pilote était éligible au trophée du "Rookie of the Year" (meilleur débutant de l'année), attribué à Bill Vukovich II.

## À noter
- Mike Spence (appelé par Lotus pour disputer l'Indy 500 en remplacement de Jim Clark, décédé en avril dans une épreuve de Formule 2 en Allemagne) trouve la mort à son tour lors des premiers essais de la course. Il devait piloter la Lotus 56 à turbine.

## Sources
- (en) Résultats complets sur le site officiel de l'Indy 500